# Papyrus 16
Papyrus 16 (in de nummering van Gregory-Aland), {\displaystyle {\mathfrak {P}}}16 of Papyrus Oxyrhynchus 1009, is een oud manuscript van het Griekse Nieuwe Testament. Oorspronkelijk bevatte de brieven van de apostel Paulus, maar allen Filippenzen 3:10-17; 4:2-8 is intact gebleven. Op grond van het schrifttype wordt het manuscript gedateerd in de derde eeuw.

## Beschrijving
Het handschrift is vervaardigd door een geoefende hand. Er zijn 37 à 38 regels per bladzijde. Grenfeld en Hunt hebben verondersteld dat Papyrus 15 en Papyrus 16 deel uitgemaakt hebben van hetzelfde handschrift. De handschriften komen overeen wat letters, regelruimtes en leestekens betreft.
De Griekse tekst van deze codex is een vertegenwoordiger van de (proto)Alexandrijnse tekst. Aland plaatst het in categorie I van zijn Categorieën van manuscripten van het Nieuwe Testament. Het handschrift is verwant aan de Codex Sinaiticus en de Codex Vaticanus. Het handschrift is gevonden in Oxyrhynchus, Egypte.
Het wordt bewaard in het Egyptisch Museum (JE 47424) in Caïro.